# Serixia testaceicollis
Serixia testaceicollis là một loài bọ cánh cứng trong họ Cerambycidae.